# Prosotas kodi
Prosotas kodi är en fjärilsart som beskrevs av Evershed 1910. Prosotas kodi ingår i släktet Prosotas och familjen juvelvingar. Inga underarter finns listade i Catalogue of Life.